# Jeffrey Watson
Jeffrey Watson (ur. 18 listopada 1722 w Birmingham, zm. 25 stycznia 1796) – angielski zegarmistrz, z zamiłowania fizyk teoretyk, samouk.

## Życiorys
Zainspirowany pracą Johna Harrisona oraz George’a Grahama wbrew namowom swojego ojca George’a nie został cieślą, lecz rozpoczął nauki w kierunku zegarmistrzowskim. Jego niekonwencjonalne metody i upór połączony z silnie ambicjonalnym podejściem do problemów zaowocowały w przyszłości kontrowersyjnymi rozwiązaniami. Prawdopodobnie jego badania przyczyniły się do powstania pierwszego prototypu metronomu, który to jednak w pełni powstał 20 lat później dzięki pracy Johanna Nepomuka Mälzla.
Z powodu swoich nierzadko kontrowersyjnych poglądów nie zyskał przychylności innych zegarmistrzów. Wyniki wielu jego prac spotkały się z bojkotem. Przejawem nietypowych poglądów może być nieuznawanie sekundnika jako wskazówki koniecznej do istnienia zegara. Według Watsona sam fakt posiadania wiedzy o aktualnie upływającej sekundzie jest nieistotny.